# Mysterie
Een mysterie is een onbegrijpelijk of onverklaarbaar feit. Sommige onverklaarbare fenomenen zijn door de natuur gecreëerd, terwijl anderen door mensen moeten zijn uitgevoerd. Veel mysteries blijven tot op de dag van vandaag tot vragen leiden.
De meeste mysteries kunnen moeilijk opgelost worden omdat er te weinig wetenschappelijke bewijzen voorhanden zijn. Doordat de menselijke kennis echter elke dag toeneemt, zijn er ook fenomenen die ooit als onverklaarbaar golden maar inmiddels niet langer een mysterie zijn, bijvoorbeeld waarom mensen niet van de onderkant van de aarde kunnen afvallen. Dit geeft hoop dat veel zaken die ons vandaag de dag onduidelijk zijn ooit alsnog een wetenschappelijk sluitende verklaring zullen krijgen.

## Mysteries van de natuur

### Mysterie van het bestaan
Heel algemeen is het mysterie van het bestaan. Door religieuze personen wordt dit aan God (of in het polytheisme aan meerdere goden) toegewezen. De oerknaltheorie is voor wetenschappers tot nog toe de meest bevredigende theorie over het ontstaan van het heelal.
Meer specifiek is er het mysterie van het leven, zie ook oorsprong van het leven.

### Bermudadriehoek
De Bermudadriehoek is een gebied tussen Florida, de Bermuda-eilanden en Puerto Rico. De voorbije eeuwen zijn er veel vliegtuigen en schepen op geheimzinnige wijze neergestort of gezonken, soms zonder een spoor achter te laten. Waarom deze locatie dit effect uitoefent is nog steeds niet opgelost, al hebben sceptici er op gewezen dat er ginds niet buitengewoon meer of minder schepen of vliegtuigen zinken of neerstorten dan elders.

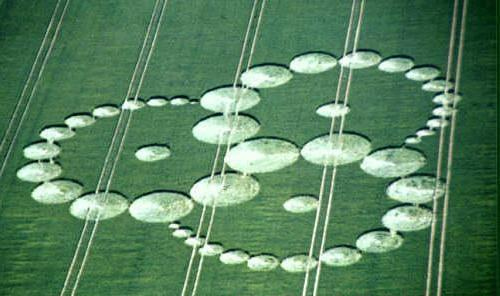
Graancirkels

### Graancirkels
Graancirkels zijn vreemde patronen en symbolen die in graanvelden worden aangelegd. Alhoewel sommige duidelijk het werk zijn van grappenmakers zijn er andere waarvan de oorsprong minder makkelijk te verklaren valt. Sommige mensen vermoeden dat buitenaardse wezens deze cirkels hebben aangelegd.

### Toengoeska-explosie
In 1908 vond er in Toengoeska, Siberië een enorme explosie plaats waarbij bomen tot in een omtrek van 30 tot 40 kilometer afbraken. Doordat dit zo'n afgelegen gebied is vielen er amper slachtoffers, maar de oorzaak van deze explosie is nog altijd niet opgehelderd. Naar alle waarschijnlijkheid ging het om een meteorietinslag.

### IJskristallen
IJskristallen zijn er in veel verschillende vormen. Ieder ijskristal is echter 6-hoekig. Men weet inmiddels dat luchtvochtigheid en temperatuur en luchtdruk variatie kunnen brengen in de vorm van het kristal. Men is al vele jaren (sinds 1611) bezig met onderzoek naar deze mysterieuze ijskristalvormen.

### Unidentified flying objects en Unidentified submerged objects
Er worden nog steeds meldingen gemaakt van waarnemingen van geheimzinnige toestellen die in de lucht (UFO's) of in de oceaan (USO's) zijn waargenomen. Wat deze dingen precies zijn en waar ze vandaan komen is nog altijd stof voor vele discussies. De vaakst gehoorde theorie is dat ze van buitenaardse oorsprong zouden zijn.

### Sterrengelatine
Men treft regelmatig vreemde gelatineuse stoffen aan die meestal snel evaporeren nadat ze uit de lucht lijken te zijn gevallen. Deze zogenaamde "star jelly" (sterrenschot) is nog altijd niet helemaal verklaard.

### Vreemde objecten die uit de lucht komen gevallen
Al eeuwenlang zijn er meldingen van eigenaardige dingen die plotseling uit de lucht komen gevallen, terwijl er geen verklaring is van hun herkomst. Het betreft meestal dingen, maar ook dieren. Ook zijn er meldingen van echte regens van allemaal dezelfde diersoorten, zoals kikkers, die nog steeds niet afdoende verklaard zijn.

### Atmosferische spooklichten
Eigenaardige lichtfenomenen worden al eeuwenlang waargenomen. Sommigen, zoals het dwaallicht, zijn inmiddels verklaard. Anderen blijven hun geheimzinnigheid behouden.

### Buitenaards leven
Gezien de immense grootte van het heelal lijkt het niet onwaarschijnlijk dat er ook leven buiten het zonnestelsel zou kunnen voorkomen. Er is echter nog altijd geen bewijs aanwezig. En hoe dit leven er dan zou uitzien en/of ze geavanceerder dan onze huidige menselijke technologie zouden zijn blijft ook een open vraag.

## Mysteries uit de dierenwereld

### Het einde van de dinosauriërs
Hoe zijn de dinosauriërs 65 miljoen jaar geleden aan hun einde gekomen? En waardoor hebben andere diersoorten uit ditzelfde tijdperk het desondanks overleefd?

### De werking van de hersenen
Hoe de hersenen precies werken is nog altijd niet helemaal wetenschappelijk verklaard.

### Monster van Loch Ness
Al eeuwenlang doen er verhalen de ronde dat er in het Schotse meer Loch Ness een groot monster zou leven. Dit Monster van Loch Ness zou een plesiosaurus zijn. Afgezien van een aantal zeer vage foto's is er tot nu toe geen enkel tastbaar bewijs dat dit wezen echt zou bestaan.

### Bigfoot
Verhalen over grote mensaapachtige wezens, bijgenaamd Bigfoot doen al de ronde sinds de tweede helft van de 20ste eeuw. Een filmopname uit 1967 door Roger Patterson en Bob Gimlin heeft de mythe versterkt. De mannen zouden een Bigfoot hebben weten filmen in een bos in Bluff Creek, Californië. In hoeverre dit een hoax zou zijn wordt zelfs door 'experts' nog altijd betwist. Waarnemingen van Bigfoot of Sasquatschwezens doen in ieder geval nog steeds de ronde, zij het zonder tastbare bewijzen.

### Yeti
Ook in het Himalayagebergte zou een soort reusachtige primaat/mensaap leven, de zogenaamde Yeti, ook weleens "verschrikkelijke sneeuwman" genoemd. Tot nog toe zijn er voornamelijk zogenaamde voetsporen van het wezen gevonden, maar geen sterke bewijzen of het wezen effectief bestaat.

### Chupacabra
De Chupacabra (letterlijk: geitenzuiger) is een mythisch wezen uit Midden-Amerika dat zich (vooral) zou voeden met het bloed van geiten. Naast Midden-Amerika bestaan ook in de Verenigde Staten verhalen van meldingen van het wezen, vooral in Californië. De theorieën rond dit wezen ontstonden vooral nadat er verschillende boerderij- en huisdieren werden teruggevonden die mogelijk door dit wezen zouden zijn aangevallen en van hun bloed ontdaan.

### Cryptozoölogie
Er worden nog altijd meldingen gemaakt van vreemde, dierlijke wezens. Alhoewel veel op het eerste gezicht eigenaardige diersoorten later voor biologen perfect bekende wezens blijken te zijn, zijn anderen op basis van ooggetuigenverslagen veel minder makkelijk te definiëren. Soms worden ook bekende diersoorten op locaties aangetroffen waar ze in de natuur helemaal niet voorkomen.

### Diepzee
De diepzee is nog steeds een groot mysterie voor wetenschappers. Vanwege de enorme diepte en waterdruk is het moeilijk om dit terrein uitvoerig te onderzoeken. Gezien de enorme grootte zouden er nog talloze onbekende diersoorten kunnen rondzwemmen, waaronder de reuzenpijlinktvis.

## Mysteries van de mens

### Leven na de dood

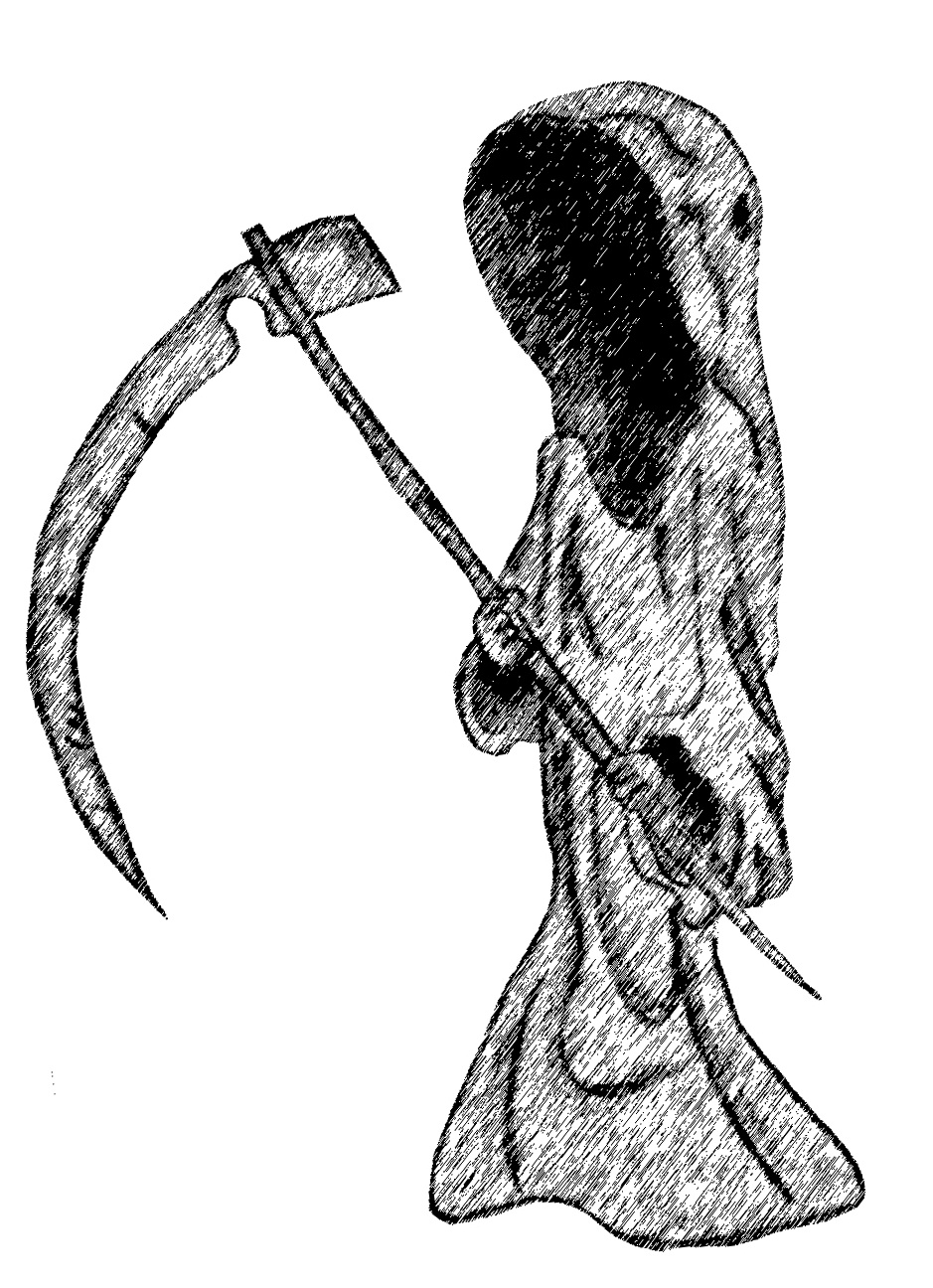
Afbeelding van Magere Hein, ook wel Pietje de Dood genoemd.

Of er iets gebeurt na de dood en zo ja wat, is nog steeds een mysterie waarvoor geen enkele wetenschappelijke verklaring of oplossing is gevonden. Veel godsdiensten gaan ervan uit dat er een hiernamaals bestaat waar mensen naargelang de wijze waarop ze geleefd hebben zullen beloond of gestraft worden. Andere godsdiensten geloven in reïncarnatie. Aangezien al deze religieuze verklaringen zich enkel baseren op hypotheses, blijft het mysterie bestaan.

### De zin van het bestaan
En waarom is het leven ontstaan? Heeft de mens een lotsbestemming? En waar en/of wanneer zal het ooit eindigen?

### Atlantis
Veel oude geschriften vermelden een mythische stad genaamd Atlantis die onder water zou zijn verzonken. De beschaving zou hierbij verloren zijn gegaan of, volgens anderen, nog steeds op de oceaanbodem worden verdergezet. Of deze stad ooit bestaan heeft is al een mysterie op zich, laat staan waar ze precies gelegen lag?
Er zijn verschillende theorieën over de mogelijke locatie van Atlantis:
- Atlantis lag in het Hoogland van Bolivia (ook wel Altiplano)
- Atlantis lag in Antarctica
- Atlantis lag in de Atlantische oceaan
- Atlantis lag in de Bermudadriehoek

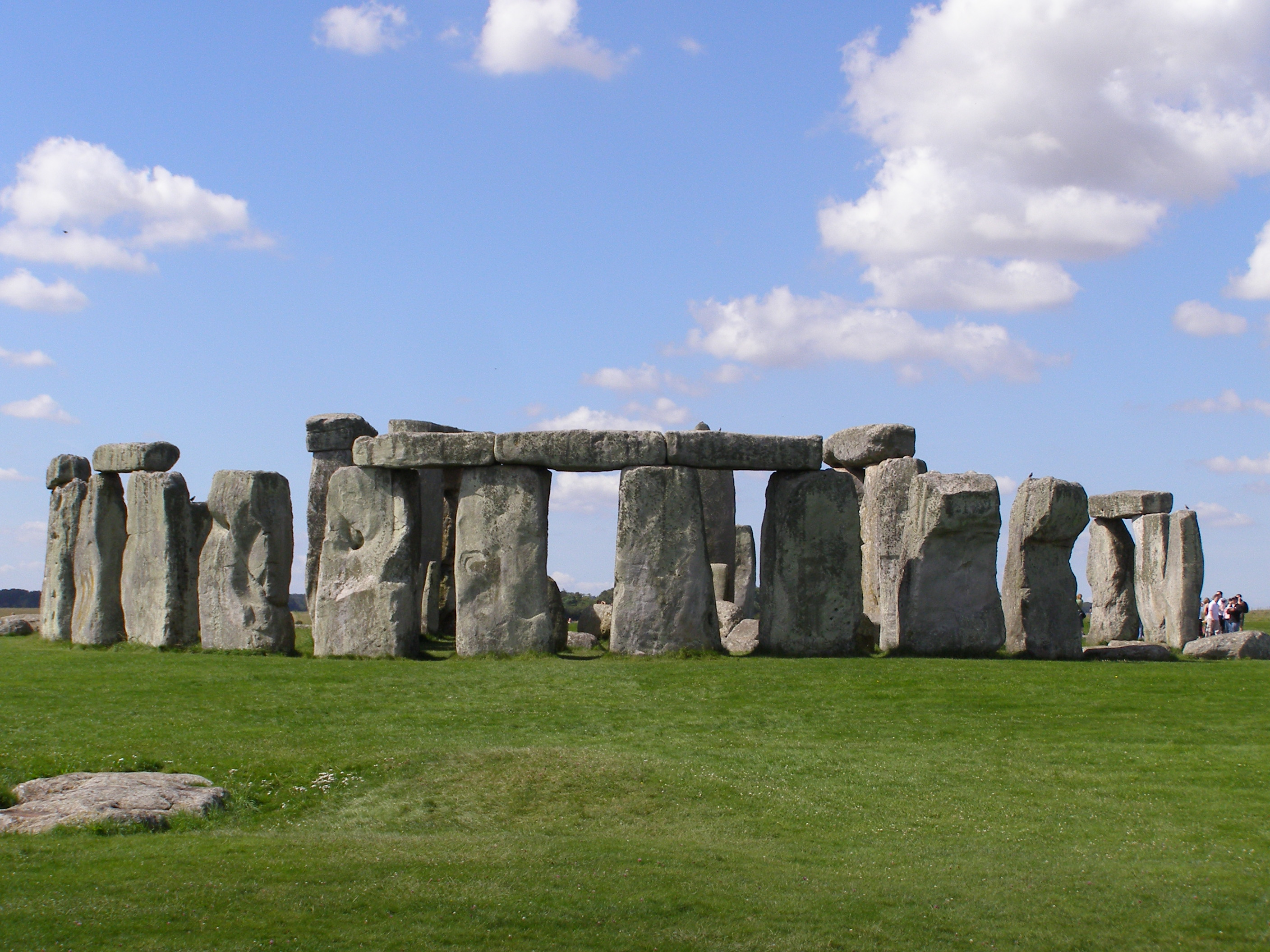
Stonehenge

### Megalieten
Megalieten zijn enorme stenen die uit de prehistorie dateren. Sommige van deze stenen staan in geheimzinnige formaties opgesteld, kilometers verwijderd van locaties waar men dit soort stenen normaliter terug kan vinden. Hoe en waarom men dit gedaan heeft is een raadsel, zeker gezien de grootte en de zwaarte van de stenen. En waarom precies op deze locaties? De bekendste megalietformatie is Stonehenge.

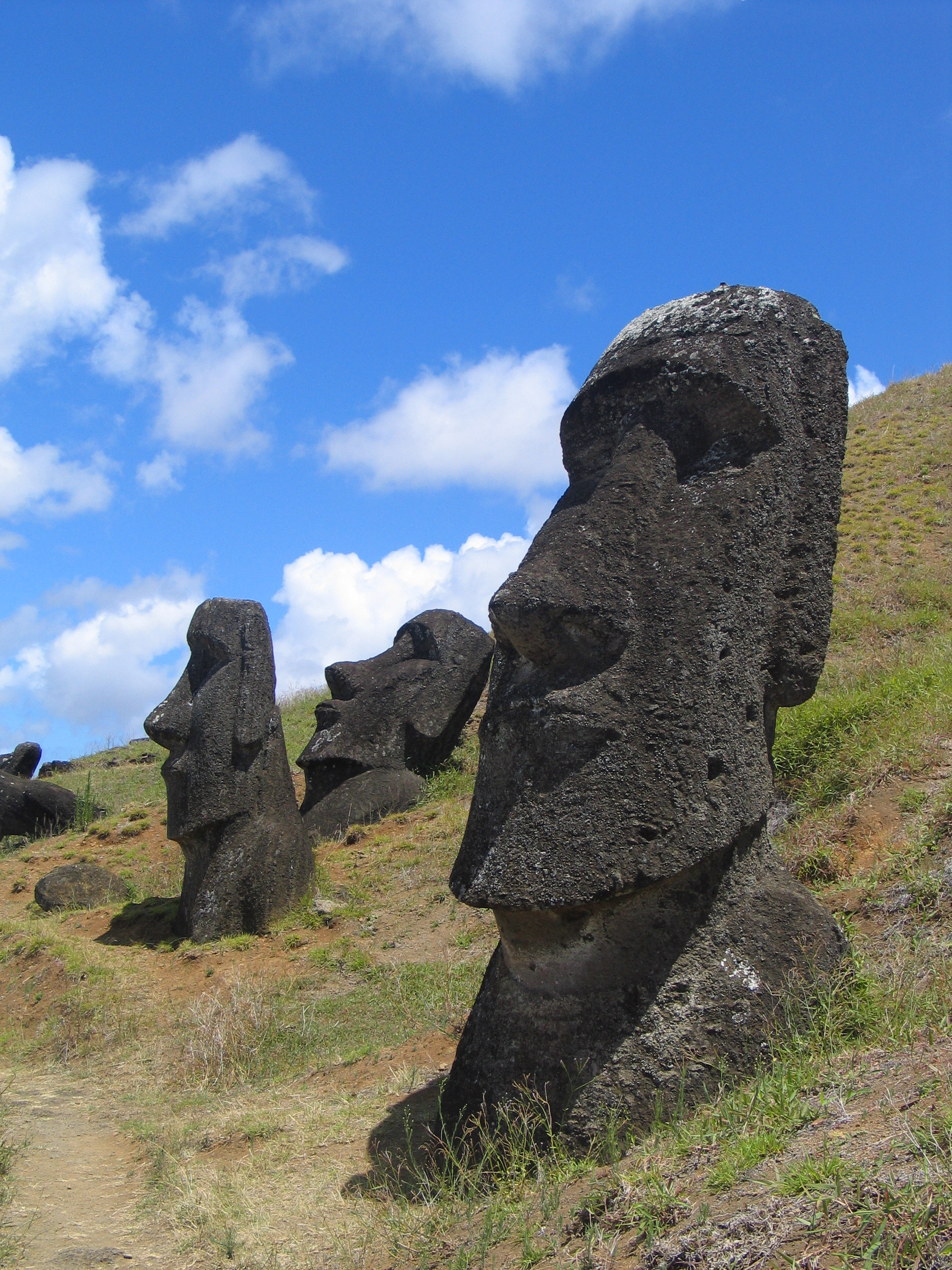
Paaseiland

### Paaseiland
Op Paaseiland staan enorme beelden.

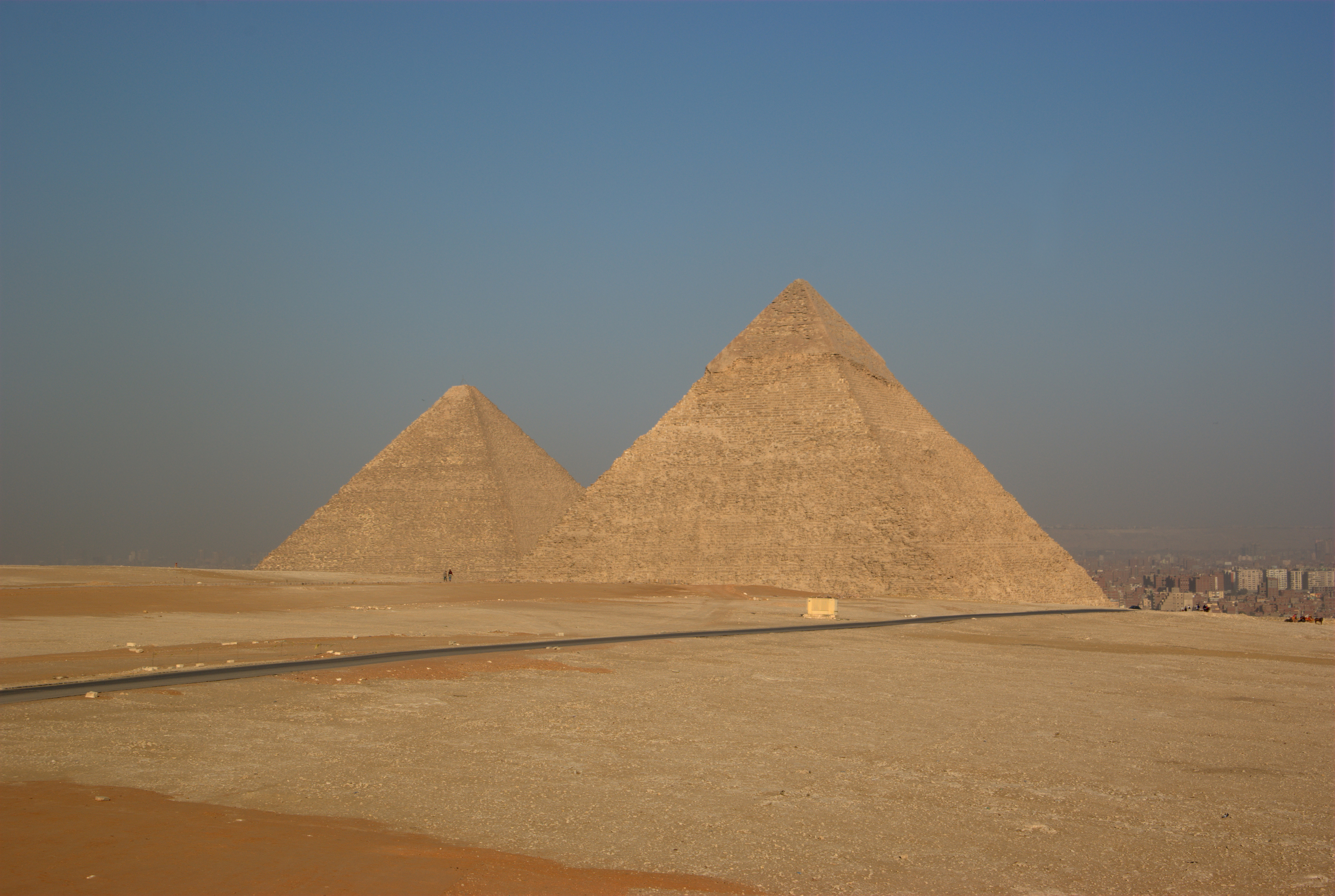
Piramiden van Cheops en Chefren.

Er zijn aanwijzingen hoe de beelden gebouwd zijn, maar men weet nog niet waarom.

### Piramiden
In Egypte en Mexico zijn grote piramiden terug te vinden. Hoe en waarom deze bouwwerken precies zijn opgericht is nog altijd stof voor onderzoek.

### Sfinx
Bij de drie piramiden van Gizeh, Egypte staat de Sfinx. Het is onbekend of de sfinx tegelijkertijd met de piramiden is gebouwd, of duizenden jaren eerder. Ook is onbekend wie hem gebouwd heeft.

pagina uit het Voynich-manuscript

### Nazcalijnen
De Nazcalijnen zijn grote geometrische tekeningen in het zand van de pampa's in Latijns-Amerika, die mogelijk eeuwen geleden door mensen zijn aangelegd. Het eigenaardige is echter dat deze tekeningen enkel vanuit de lucht zichtbaar zijn. Hoe deze Nazcalijnen zijn aangelegd en met welk doel blijft nog steeds voor vragen zorgen...

### Voynichmanuscript
Het Voynichmanuscript is een rijkelijk geïllustreerd manuscript uit de vijftiende eeuw. De auteur is onbekend en ook het schrift is tot op heden niet ontcijferd. Zelfs cryptografen bleken niet in staat er iets zinnigs van te maken. Het is niet uitgesloten dat het hier om een goed uitgevoerde hoax gaat.

### De oorsprong van de mens
De oorsprong van de mens is tot op heden een mysterie. Paleontologen en biologen hebben reeds verschillende vondsten en hypothesen bij elkaar weten brengen, maar de definitieve ontsluiering is nog niet ontdekt.

### Spontane menselijke zelfontbranding
Er zijn verschillende gevallen bekend waarbij mensen plotseling zonder schijnbare aanleiding in brand zouden zijn gevlogen. Wat dit fenomeen precies veroorzaakt is nog altijd niet duidelijk.

### Stigmata (religie)
Bij sommige mensen zouden op de polsen spontane wonden zijn ontstaan die hevig bleven bloeden. Christenen hebben al vaak de vergelijking gemaakt met de kruiswonden van Jezus Christus, maar dit geeft nog altijd geen verklaring waarom dit fenomeen precies plaatsvindt.

### Onopgeloste moorden en onopgehelderde verdwijningen
Vele onopgeloste misdaden blijven nog steeds voor ontelbare complottheorieën zorgen rond de mogelijke motieven en daders.

### Geheime genootschappen
Over de plannen en activiteiten van verschillende exclusieve genootschappen die in uiterste geheimzinnigheid opereren zijn eveneens verschillende complottheorieën beschikbaar.
Deze orde geven hun geheimen vaak niet prijs, men moet een deel van de organisatie zijn om hierin te delen. Enkele ordes zijn: orde van de Tempeliers, orde van de Zonnetempel, orde van Opus Dei, ...

### Mysteries uit de oudheid
- Ark van Noach
- Ark van het Verbond
- AEIOU
- Beowulf
- Camelot
- Grieks vuur
- Hof van Eden
- Jozef van Arimathea
- Heilige Lans (Rome)
- Koning Arthur
- Lijkwade van Turijn
- Rosslyn Chapel
- Toren van Babel
- Zondvloed
- Heilige graal

## Hedendaagse mysteries

### De schakers (schilderij)

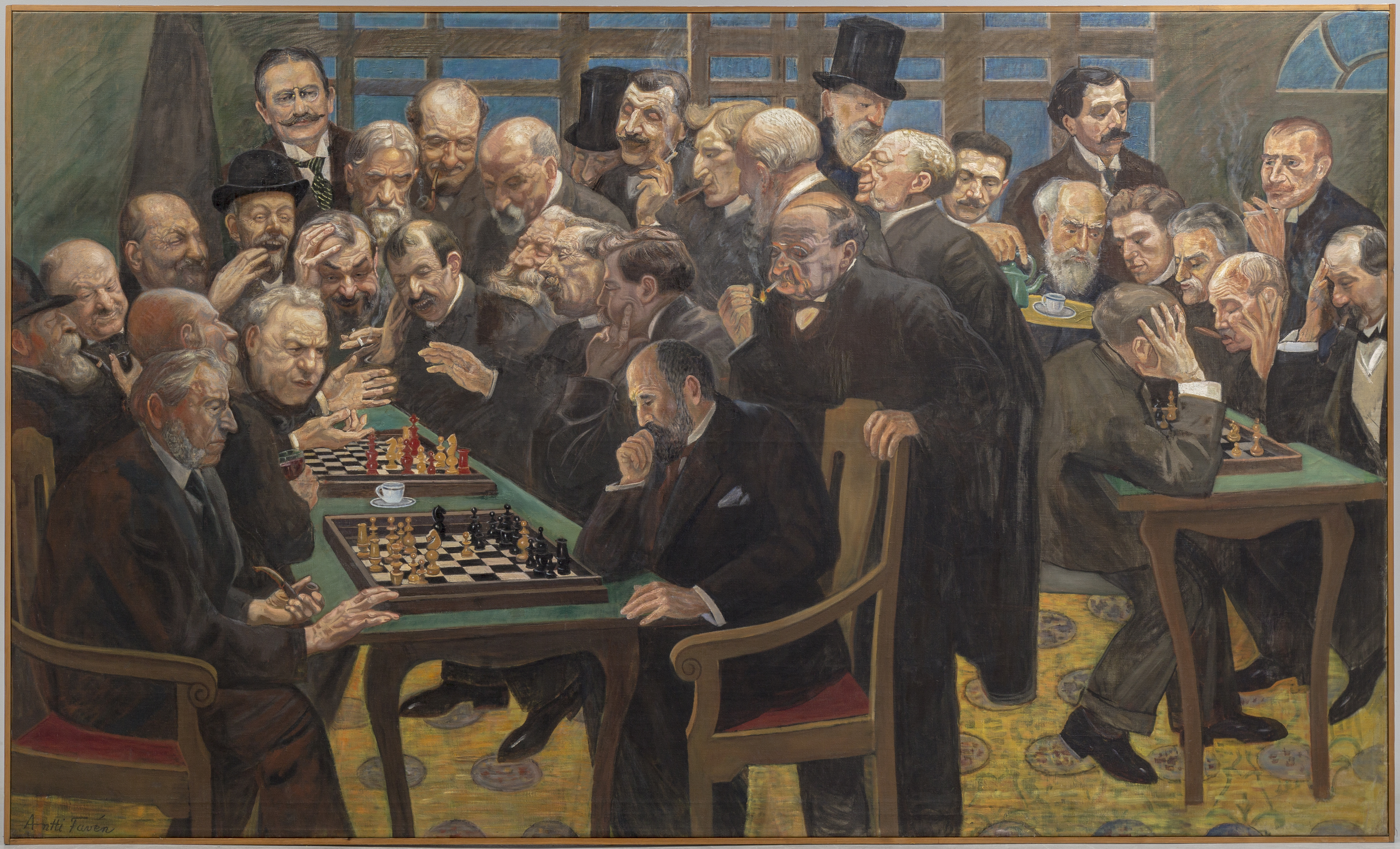
De schakers (1913) van Antti Favén

De schakers is een schilderij uit 1913 van Antti Favén. In dit schilderij zouden de drieëndertig afgebeelde personen bekende schakers moeten voorstellen die Favén gedurende zijn verblijf in Parijs in de periode van 1902 tot 1913 ontmoet had in café de la Régence. Hoewel enkele personen in dit schilderij duidelijk herkenbaar zijn, is er geen bron bekend waarin Favén ze specifiek benoemd heeft. De identiteit van deze personen lijkt hij dan ook bij zijn overlijden in 1948 in zijn graf meegenomen te hebben.
Wereldwijd wordt gegist wie deze personen zouden kunnen zijn en tot heden zijn slechts de volgende figuren met enige zekerheid vastgesteld: Tarrasch (staand linksachter), Marshall (in het midden met sigaar), Burn (zittend voor Marshall, met pijp), en Bernstein (tegenover Burn).

### De dwarsligger (sarcofaag)
De dwarsligger is een sarcofaag die in 1989 opgegraven is in de kathedraal van Antwerpen. Het was de enige sarcofaag die noord-zuid georiënteerd lag te midden van alle overige graven die in het kathedraal oost-west georiënteerd zijn. Men tast nog in het duister over het waarom van deze oriëntatie. Ook om wie het ging is tot op heden onbekend.
Deze mysterie heeft Yves Saerens ertoe geïnspireerd hierover de historische roman De dwarsligger te schrijven.

### De Utah-monoliet

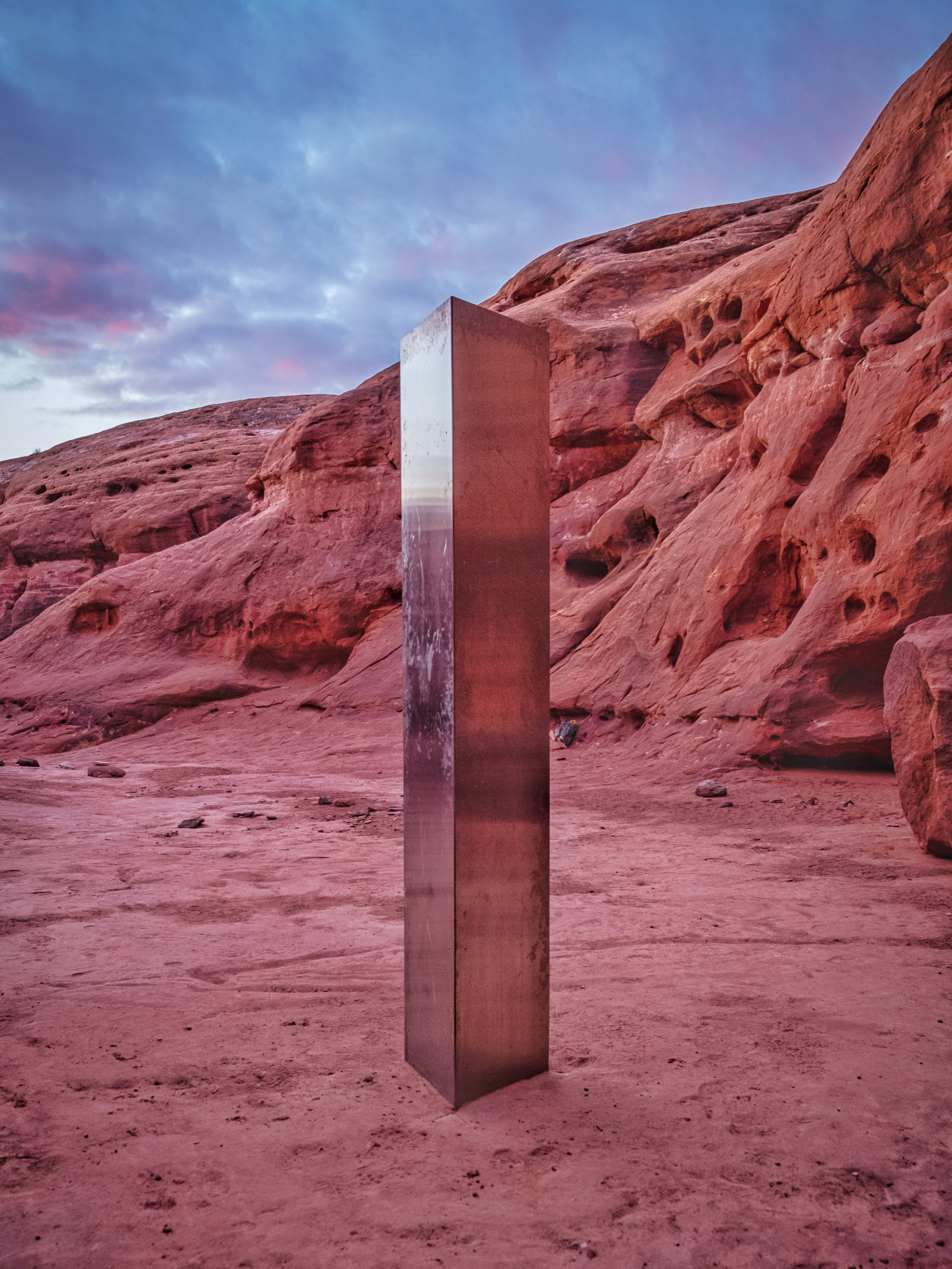
De monoliet dat in de Utah woestijn stond

Op 18 november 2020 werd een monoliet ontdekt in een canyon in Utah. Deze monoliet ontketende een internationale hype, waarbij wereldwijd vergelijkbare monolieten werden ontdekt.
Met behulp van satellietbeelden werd door de Nederlandse journaliste Nouska du Saar vastgesteld dat de monoliet van Utah er al ongeveer vier jaar stond. Deze monoliet is inmiddels verwijderd, maar hoe die er terecht is gekomen is tot heden nog een mysterie.
Dit geldt niet voor de meeste 'navolgers', inclusief ten minste drie in Nederland en een in België, waarvan de oorsprong en betrokkenen inmiddels achterhaald zijn.

## Films over mysteries
- 1968: 2001: A Space Odyssey
- 1979: The Bermuda Triangle; een film uit 1979 met de bermudadriehoek als onderwerp.
- 1985: Back to the Future; een filmserie waarin iemand een machine heeft uitgevonden waarmee men door de tijd kan reizen.
- 1996: Rapa Nui; film over de vroegere bewoners van Paaseiland.
- 1996: Loch Ness; over het bestaan van het monster van Loch Ness.
- 1999: The Blair Witch Project; een film(docu) over een paar jongeren die de bossen van Maryland in gaan op zoek naar de heks van Blair.
- 1999: Stigmata (film); een film over stigmata
- 2000: The Kid; een film van Disney uit 2000. Een man van 40 ontmoet zichzelf met een andere leeftijd.
- 2001: Atlantis: De Verzonken Stad; een animatiefilm van Disney waarbij de locatie van Atlantis wordt gevonden.
- 2001: In The Beginning; miniserie, over Noachs Ark.
- 2002: Cube 2: Hypercube; een film waarbij een aantal mensen wordt opgesloten in een 4-dimensionale kubus.
- 2002: The Mothman Prophecies
- 2006: The Celestine Prophecy
- 2006: The Da Vinci Code

## Televisieseries over mysteries
- Het mysterie van Avignon (2007)
- Lost
- Supernatural

## Gebruik vanmysterieenmystery
- Mysterier
- Mysteries
- Mystery Park
- Mystery Party
- Het mysterie
- Mysterious Skin
- Het Bernini Mysterie
- Magical mystery tour
- Magical Mystery Tour
- The Nancy Drew Mysteries
- The Mysterious Lady
- Father Dowling Mysteries
- Ancient Domains of Mystery